# James Petiver
James Petiver (Rugby, 1663 – 1718) è stato un botanico, farmacista ed entomologo britannico.

## Biografia
Nato a Hillmorton, sobborgo di Rugby, dove suo padre James Petiver era un merciaio e sua madre Mary Petiver Elborowe, la figlia di Richard Elborowe. Ha studiato alla Scuola Libera Rugby ed è diventato un apprendista presso una farmacia a Londra che assicurava la fornitura di medicine per Ospedale di San Bartolomeo. È sepolto nella Chiesa di San Botolph (San Botulfo). Ha dato il nome a tante specie di farfalle, ha scritto alcuni dei libri sull'argomento nei quali ha utilizzato nomi in inglese, oltre al latino. Anche se era un membro di numerose società scientifiche e un gentiluomo colto non aveva una perfetta padronanza del latino.
Il 27 novembre 1695 è stato eletto membro della Royal Society.
È supportato da John Ray nella stesura della sua Historia generalis plantarum (1688). Alcuni altri corrispondenti erano Johann Philipp Breyne, William Byrd, Georg Joseph Kamel, Antoni van Leeuwenhoek, Cotton Mather, Joan Salvador i Riera, Richard Richardson, Johann Jacob Scheuchzer, Charles Atkins, Jonathan Swift. Nel 1709 la Società dei Farmacisti lo nominò dimostratore. Petiver non si sposò mai e morì nel 1718 nella sua casa di Aldeno Street.
Petiver ha ricevuto molti esemplari, semi e molto altro materiale da corrispondenti residenti nelle colonie americane e britanniche. Dopo la sua morte, le sue collezioni furono acquistate da Sir Hans Sloane per 4.000 Sterline dell'epoca e gran parte di esse è custodita nel Museo di storia naturale di Londra.
Non si sposò mai e fu trovato morto intorno al 2 aprile 1718 (erroneamente indicato come 20 aprile in alcune fonti) dopo una lunga malattia. Il suo corpo fu portato via il 10 aprile; tra i portatori c'erano Sir Hans Sloane, il dottor Levit e altri quattro medici e fu sepolto nella chiesa di St Botolph ad Aldersgate.

## Lavoro scientifico
Petiver si avvalse di una rete globale di collezionisti che lavoravano a bordo di navi commerciali e navali coloniali; circa un quarto o un terzo dei suoi collezionisti erano associati al commercio globale degli schiavi. La collezione accumulata da Petiver era la più grande collezione di storia naturale del suo tempo.
Nel 1711 Petiver visitò i Paesi Bassi per conto di Sloane per studiare le collezioni dell'entomologo olandese Paul Hermann. Incontrò anche Boerhaave e altri naturalisti olandesi dell'epoca e ricevette una laurea honoris causa dall'Università di Leida. Registrò molti nomi popolari inglesi per le farfalle, coniandone anche alcuni lui stesso, e scrisse alcuni dei primi libri sulle farfalle che utilizzavano nomi inglesi oltre a quelli latini. Egli stesso non era molto esperto di latino, sebbene fosse membro di diverse società di studiosi e un gentiluomo colto. Diede un nome alla farfalla ammiraglia bianca e diede il nome di fritillaria a un altro gruppo di farfalle, dal termine latino che indica una scatola di dadi a scacchi. Chiamò gli skipper "maiali", i macaoni "Royal Williams", i muri "Enfield Eyes" e i bianchi marmorizzati "Half-Mourners".
Petiver ricevette molti esemplari, semi e molto altro materiale da corrispondenti d'oltremare, tra cui Samuel Browne ed Edward Bulkley a Madras, Jezreel Jones in Barberia e il gesuita ceco Georg Joseph Kamel a Manila. Petiver commerciava questi esemplari, spesso a prezzi esorbitanti. Dal 1709 sfruttò la sua posizione nella Society of Apothecaries per utilizzare il giardino botanico di Chelsea a fini personali. Dopo la sua morte, le sue collezioni passarono alla sorella Jane Woodstock e furono acquistate da Sir Hans Sloane per 4.000 sterline; parte di queste collezioni si trova oggi al Museo di Storia Naturale di Londra. Sloane trovò le condizioni delle collezioni di Petiver terribili al momento dell'acquisto nel 1718.

## Opere

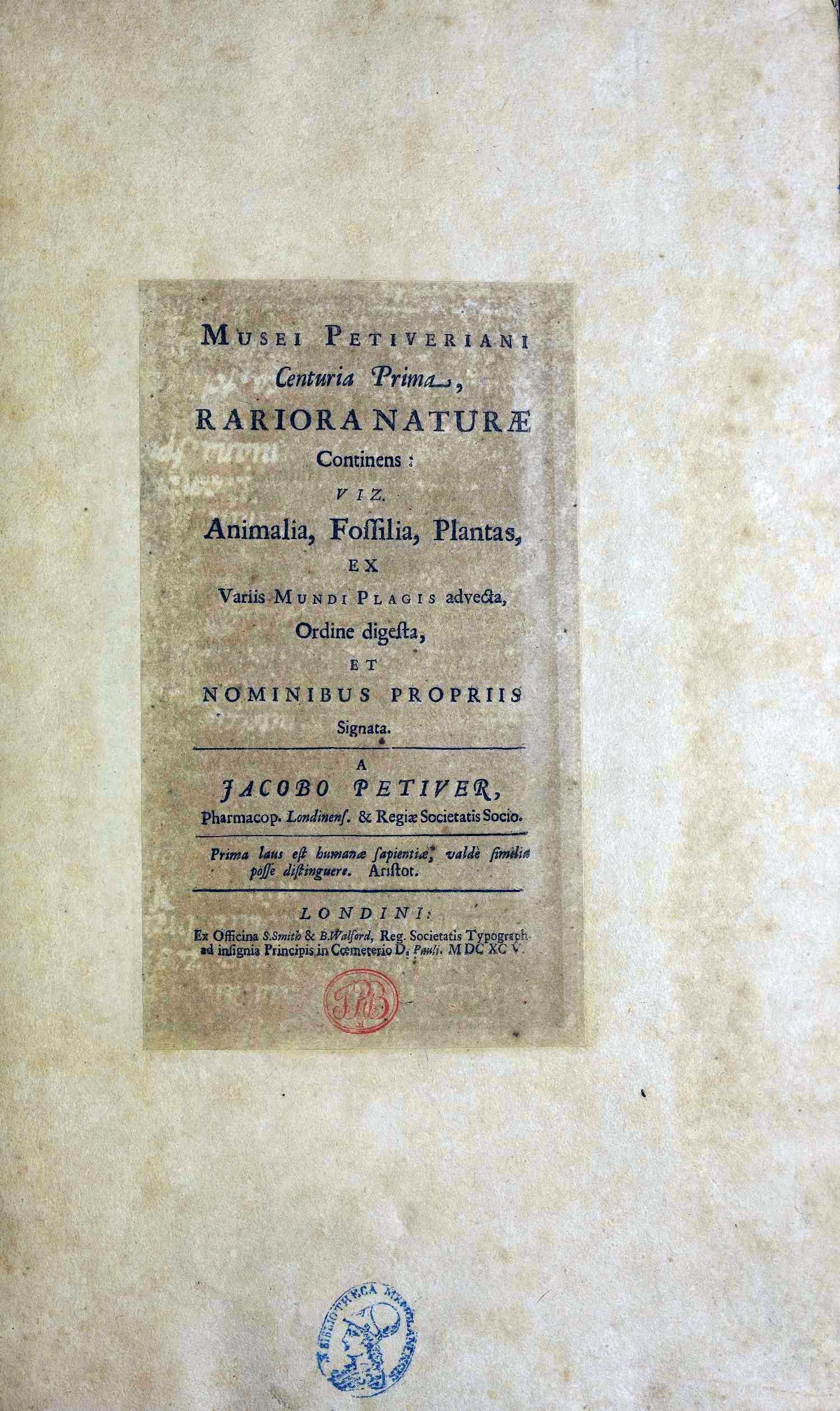
Musei Petiveriani centuriae, 1695

- (LA) Musei Petiveriani centuriae, London, Samuel Smith & Benjamin Walford, 1695.
- James Petiver, An account of some Indian plants etc. with their names, descriptions and vertues; communicated in a letter from Mr. James Petiver...to Mr. Samuel Brown, surgeon at Fort St. George, Philosophical Transactions della Royal Society, 1698.
- James Petiver, An account of part of a collection of curious plants and drugs, lately given to the Royal Society of the East India Company, Philosophical Transactions della Royal Society, 1700 - 1703.
- (LA) Gazophylacii naturae & artis decades, London, Samuel Smith & Christopher Bateman, 1702-1706.
- James Petiver, Gazophylacium  1702 - 1706. Catalogo illustrato di insetti britannici.
- James Petiver, Papilionum Icones Britanniae , 1717. Trattato su farfalle britanniche.